# Clepticodes hexaleuca
Clepticodes hexaleuca är en fjärilsart som beskrevs av Edward Meyrick 1932. Clepticodes hexaleuca ingår i släktet Clepticodes och familjen äkta malar. Inga underarter finns listade i Catalogue of Life.